# アブハジアの行政区画
アブハジアの行政区画（アブハジアのぎょうせいくかく）では、南コーカサスにあり国際的にはジョージア国の自治共和国とされながらも事実上の独立状態にあるアブハジア共和国及び、ジョージア政府が主張するアブハジア自治共和国の行政区画について述べる。

## アブハジア共和国による行政区画

アブハジア共和国の行政区画

アブハジア共和国は7つの地区（ラヨン）に分かれ、名称は中心都市の名前と同じようになっている。それぞれの地区はオチャムチラ、トゥワルチャル、ガル地区以外の北西4地区は1991年まで続いたソビエト連邦のグルジア共和国時代や、現在もジョージア政府が主張するアブハジア自治共和国と同じである。なお、トゥワルチャル地区はアブハジア独立後の1995年にオチャムチラとガル地区から分割されて設立された。
人口統計はアブハジア政府による発表（国勢調査）によるものである。
| # | 地区名             | 中心都市       | 面積 (km²) | 人口 (2003年) | 人口 (2011年) |
| - | ------------------ | -------------- | ---------- | ------------- | ------------- |
| 1 | ガグラ地区         | ガグラ         | 722        | 37,002        | 40,217        |
| 2 | グダウタ地区       | グダウタ       | 1,640      | 34,869        | 36,775        |
| 3 | スフミ地区         | スフミ         | 1,523      | 43,716        | 62,914        |
| 4 | グルリプシ地区     | グルリプシ     | 1,835      | 17,962        | 18,032        |
| 5 | オチャムチラ       | オチャムチラ   | 1,808      | 24,629        | 24,868        |
| 6 | トゥワルチャル地区 | トゥワルチャル | 544        | 14,777        | 16,012        |
| 7 | ガル地区           | ガル           | 518        | 29,287        | 30,356        |

## ジョージア政府による行政区画（アブハジア自治共和国）

アブハジア自治共和国の行政区画

コドリ渓谷（上アブハジア）の位置

アブハジア自治共和国は6つの地区によって成り立つ。しかし、アブハジア紛争によって自治共和国政府はアブハジアより亡命、現在この行政区画はジョージア政府が名目上設置したものにすぎない。なお、グルリプシ地区の東部にあるコドリ渓谷だけはアブハジア共和国軍の侵略を防ぎ、アブハジアで唯一ジョージア政府が実効支配していた。このコドリ渓谷は2006年に上アブハジアとして自治共和国政府が置かれたが、2008年の南オセチア紛争時にアブハジア軍がコドリ渓谷（上アブハジア）を攻撃し、コドリ渓谷もアブハジア共和国領となった。
| #   | 名称                                    | 中心都市     | 面積 (km²) | 人口 (1989年) | 人口 (2002年) |
| --- | --------------------------------------- | ------------ | ---------- | ------------- | ------------- |
| -   | スフミ市                                | -            |            | 119,150       |               |
| -   | トゥクヴァルチェリ市                    | -            |            | 21,744        |               |
| 1   | ガグラ地区                              | ガグラ       | 772        | 77,079        |               |
| 2   | グダウタ地区                            | グダウタ     | 1,640      | 57,534        |               |
| 3   | スフミ地区                              | スフミ       | 1,523      | 39,516        | 43,716        |
| 4   | グルリプシ地区                          | グルリプシ   | 1,835      | 54,962        |               |
| 4-2 | コドリ渓谷 （2006年以降は上アブハジア） | Kvemo Azhara | 2,540      |               | 1,956         |
| 5   | オチャムチレ地区                        | オチャムチレ | 1,868      | 75,388        |               |
| 6   | ガリ地区                                | ガリ         | 1,003      | 79,688        |               |